# Arena Football League 2002
Die Arena-Football-League-Saison 2002 war die 16. Saison der Arena Football League (AFL). Ligameister wurden die San Jose SaberCats, die die Arizona Rattlers im ArenaBowl XVI bezwangen.

## Teilnehmende Mannschaften
| Anzahl Mannschaften | 16                                                                                            |
| ------------------- | --------------------------------------------------------------------------------------------- |
| Neu in der Liga     | Dallas Desperados, Georgia Force                                                              |
| Ausgeschieden       | Nashville Kats, Florida Bobcats, Milwaukee Mustangs, Oklahoma Wranglers, Houston Thunderbears |

## Regular Season
| Team                    | Overall | Overall | Overall |
| Team                    | S       | N       | SQ      |
| ----------------------- | ------- | ------- | ------- |
| National Conference     |         |         |         |
| Eastern Division        |         |         |         |
| x-New Jersey Gladiators | 9       | 5       | 0.643   |
| y-Buffalo Destroyers    | 6       | 8       | 0.429   |
| Toronto Phantoms        | 5       | 9       | 0.357   |
| New York Dragons        | 3       | 11      | 0.214   |
| Southern Division       |         |         |         |
| x-Orlando Predators     | 7       | 7       | 0.500   |
| y-Carolina Cobras       | 6       | 8       | 0.429   |
| y-Tampa Bay Storm       | 6       | 8       | 0.429   |
| Georgia Force           | 6       | 8       | 0.429   |
| American Conference     |         |         |         |
| Central Division        |         |         |         |
| x-Chicago Rush          | 9       | 5       | 0.643   |
| y-Grand Rapids Rampage  | 8       | 6       | 0.571   |
| y-Indiana Firebirds     | 7       | 7       | 0.500   |
| Detroit Fury            | 1       | 13      | 0.071   |
| Western Division        |         |         |         |
| x-San Jose SaberCats    | 13      | 1       | 0.929   |
| y-Arizona Rattlers      | 11      | 3       | 0.786   |
| y-Los Angeles Avengers  | 8       | 6       | 0.571   |
| y-Dallas Desperados     | 7       | 7       | 0.500   |

Legende:
| Siege              | Niederlagen           | Unentschieden      | SQ gewonnene Spiele (relativ) |
| P+ gemachte Punkte | P- gegnerische Punkte | x = Division Titel | y = Playoffs erreicht         |

## Playoffs
|  | Wild Card Round | Wild Card Round |              |         | Viertelfinale | Viertelfinale |    |  | Halbfinale | Halbfinale |  |  | ArenaBowl XVI | ArenaBowl XVI |
|  |                 |                 |              |         |               |               |    |  |            |            |  |  |               |               |
|  |                 |                 |              |         |               |               |    |  |            |            |  |  |               |               |
|  |                 |                 |              |         |               |               |    |  |            |            |  |  |               |               |
|  | San Jose        | 55              |              |         |               |               |    |  |            |            |  |  |               |               |
|  | San Jose        | 55              | Los Angeles  | 41      |               |               |    |  |            |            |  |  |               |               |
|  |                 | Tampa Bay       | Los Angeles  | 41      | 48            |               |    |  |            |            |  |  |               |               |
|  | Tampa Bay       | Tampa Bay       | 66           |         | 48            | San Jose      | 52 |  |            |            |  |  |               |               |
|  | Tampa Bay       |                 | 66           |         |               | San Jose      | 52 |  |            |            |  |  |               |               |
|  |                 |                 |              | Orlando | 40            |               |    |  |            |            |  |  |               |               |
|  | New Jersey      | 46              |              | Orlando | 40            |               |    |  |            |            |  |  |               |               |
|  | New Jersey      | 46              | Orlando      | 32      |               |               |    |  |            |            |  |  |               |               |
|  |                 | Orlando         | Orlando      | 32      | 69            |               |    |  |            |            |  |  |               |               |
|  | Buffalo         | Orlando         | 27           |         | 69            | San Jose      | 52 |  |            |            |  |  |               |               |
|  | Buffalo         |                 | 27           |         |               | San Jose      | 52 |  |            |            |  |  |               |               |
|  |                 |                 |              | Arizona | 14            |               |    |  |            |            |  |  |               |               |
|  | Arizona         | 61              |              | Arizona | 14            |               |    |  |            |            |  |  |               |               |
|  | Arizona         | 61              | Grand Rapids | 64      |               |               |    |  |            |            |  |  |               |               |
|  |                 | Carolina        | Grand Rapids | 64      | 59            |               |    |  |            |            |  |  |               |               |
|  | Carolina        | Carolina        | 72           |         | 59            | Arizona       | 46 |  |            |            |  |  |               |               |
|  | Carolina        |                 | 72           |         |               | Arizona       | 46 |  |            |            |  |  |               |               |
|  |                 |                 |              | Chicago | 35            |               |    |  |            |            |  |  |               |               |
|  | Chicago         | 60              |              | Chicago | 35            |               |    |  |            |            |  |  |               |               |
|  | Chicago         | 60              | Dallas       | 47      |               |               |    |  |            |            |  |  |               |               |
|  |                 | Dallas          | Dallas       | 47      | 47            |               |    |  |            |            |  |  |               |               |
|  | Indiana         | Dallas          | 46           |         | 47            |               |    |  |            |            |  |  |               |               |
|  | Indiana         |                 | 46           |         |               |               |    |  |            |            |  |  |               |               |

### ArenaBowl XVI
Der ArenaBowl XVI wurde am 18. August 2002 im SAP Center in San Jose, Kalifornien ausgetragen. Das Spiel verfolgten 16.942 Zuschauer.
ArenaBowl MVP wurde John Dutton (San Jose SaberCats)

## Regular Season Awards
| Award                | Gewinner     | Position                 | Team                 |
| -------------------- | ------------ | ------------------------ | -------------------- |
| Most Valuable Player | John Dutton  | Quarterback              | San Jose SaberCats   |
| Ironman of the Year  | Greg Hopkins | Wide Receiver/Linebacker | Los Angeles Avengers |
| Coach of the Year    | Darren Arbet | Coach                    | San Jose SaberCats   |

## Zuschauertabelle
| Team                  | Zuschauerschnitt |
| --------------------- | ---------------- |
| Arizona Rattlers      | 13.600           |
| Buffalo Destroyers    | 7.279            |
| Carolina Cobras       | 9.417            |
| Chicago Rush          | 9.288            |
| Dallas Desperados     | 13.602           |
| Detroit Fury          | 6.646            |
| Georgia Force         | 7.062            |
| Grand Rapids Rampage  | 9.905            |
| Indiana Firebirds     | 10.086           |
| Los Angeles Avengers  | 12.398           |
| New Jersey Gladiators | 5.655            |
| New York Dragons      | 9.140            |
| Orlando Predators     | 12.308           |
| San Jose SaberCats    | 13.493           |
| Tampa Bay Storm       | 12.462           |
| Toronto Phantoms      | 6.974            |
| Ligadurchschnitt      | 9.958            |